# عماد بزي
عماد بزي هو ناشط سياسي لبناني ومحاضر جامعي، وخبير في استراتيجيات المناصرة وإدارة الحملات،، يحمل إجازة في العلوم الصحية ويعمل إستشاريًا لدى العديد من المنظمات الدولية، عرف بزي بداية بنشاطه التدويني، إذ كان أول المدونين اللبنانيين على شبكة الإنترنت العام 1998، ثم أسس مدونة "تريلا" والتي تعتبر اول مدونة لبنانية. إنخرط في العديد من الحملات السياسية وترشح للإنتخابات النيابية اللبنانية عام 2018 عن دائرة جنوب لبنان، في العام 2015 أطلق بزي وآخرين حملة "طلعت ريحتكم" للإضاءة على الفساد المستشري في لبنان بعد حراك أطلقه فشل الحكومة اللبنانية في إدارة أزمة النفايات في البلاد.
سعت السلطات السياسية الى تخريب سمعة الناشطين فأطلق جمهورها حملات تشوية وتضليل وصلت الى حد إتهام الناشطين بالعمالة لدول أجنية، إضافة الى فبركة فيديوهات ومنشورات.

## مؤلفات
- خلف اسوار بيروت[7][8]
- فوق أرض لبنان[9][10]